# 雅尼亚州

1867年—1912年的雅尼亚州

雅尼亚州（羅馬化：Vilâyet-i Yanya）是奥斯曼帝国的一个州。1867年，该州由雅尼亚帕夏领、培拉特帕夏领合并而成。后来，凯斯里耶“桑贾克”降级为“卡扎”并划归莫纳斯提尔州，特里哈拉“桑贾克”则在1881年被割让给希臘王國。19世纪末，其面积为18320平方公里。首府为雅尼亚（今希腊约阿尼纳）。1912年第一次巴尔干战争结束后，交战各方签订《1913年伦敦条约》，将雅尼亚州的南部划归希腊，北部划归阿尔巴尼亚。